# آنتونی مک‌کارتن
آنتونی مک‌کارتن (انگلیسی: Anthony McCarten؛ زادهٔ ۱۹۶۱ (۶۳–۶۴ سال) فیلم‌نامه‌نویس، رمان‌نویس، نمایشنامه‌نویس اهل نیوزیلند است.
که بیشتر برای نوشتن فیلمنامه فیلم های زندگی‌نامه‌ای ، درام از جمله بوهمین راپسودی (فیلم) شناخته می شود.

## فیلم شناسی
- دو پاپ (۲۰۱۹) (نویسنده)
- بوهمین راپسودی (فیلم) (۲۰۱۸) (نویسنده)
- تاریک‌ترین لحظات (فیلم) (۲۰۱۷) (نویسنده و تهیه کننده)
- نظریه همه‌چیز (فیلم ۲۰۱۴) (۲۰۱۴) (نویسنده و تهیه کننده)
- مرگ یک ابرقهرمان (۲۰۱۱) (نویسنده)